# Море Ванделя

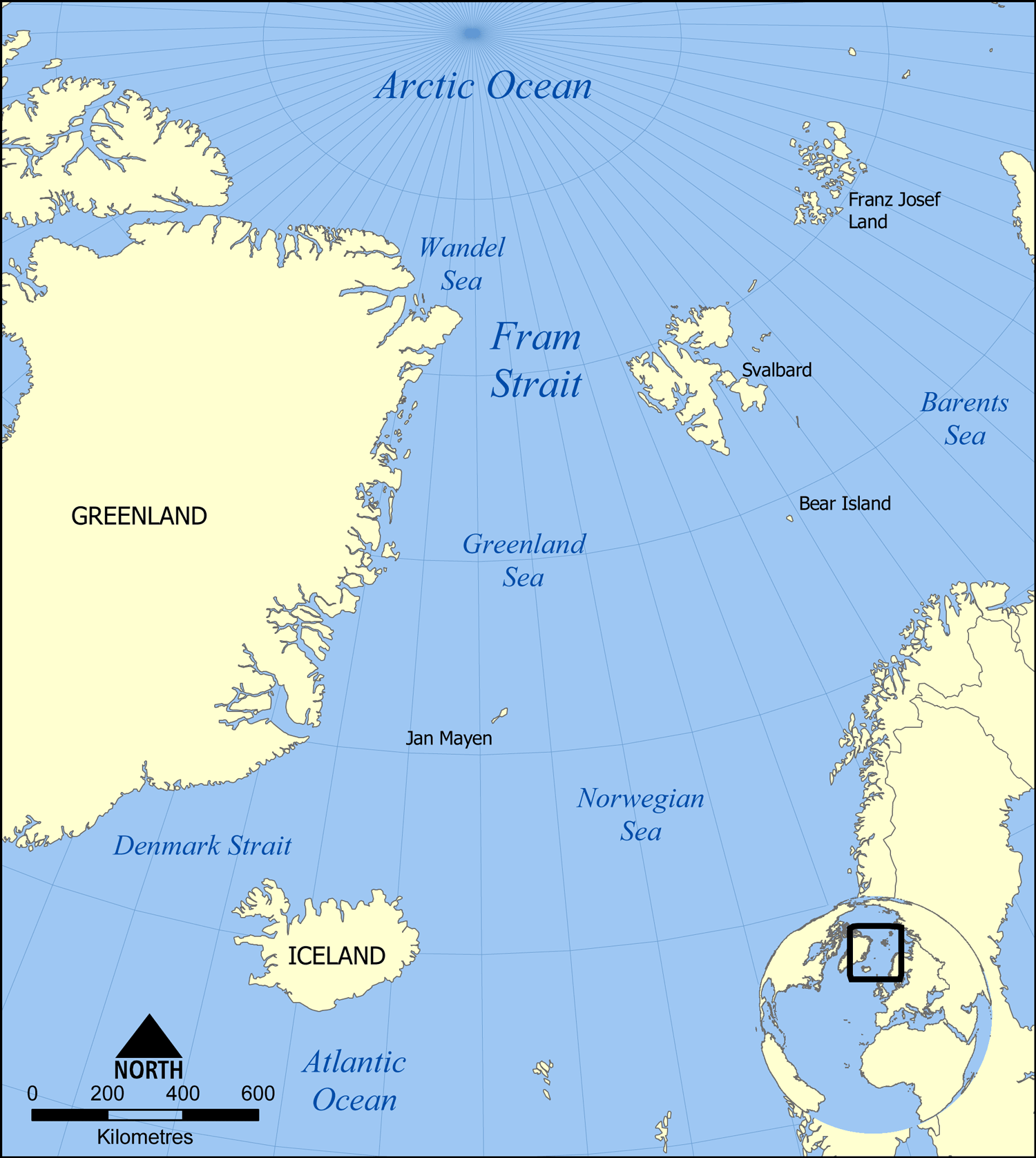
Розташування Моря Ванделя на мапі

Море Ванделя (англ. Wandel Sea, дан. Wandel Hav, дан. Wandelhavet, також відомо в США як англ. McKinley Sea) — неофіційна назва частини Північного Льодовитого океану, розташованого між мисом Нордоструннінген і Землею Пірі. Водний простір північніше і східніше моря Ванделя цілорічно покрито льодом. На захід від моря розташовуються дві найбільші затоки Гренландії: фіорди Індепенденс і Данмарк. На північний захід розташоване море Лінкольна. Обмежено 82° північної широти і 21° західної довготи, на заході, обмежено мисом Морріс-Джесуп. На півдні, воно тягнеться до Нореструннінген. Море Ванделя з'єднується з Гренландським морем на півдні протокою Фрама.
Свою назву море Ванделя отримало на честь данського полярника і гідрографа, віце-адмірала Карла Фредеріка Ванделя (1843—1930), який у 1906—1908 роках у складі полярної експедиції обстежив прибережні води Гренландії.
За даними на 2008 рік море було дуже слабко досліджено через кригу що практично постійно його вкриває, а також важкодоступність регіону в цілому. У 1983 році спеціальною експедицією проводилося дослідження фауни моря Ванделя біля берегів Гренландії. У 1998 році за фінансової підтримки Національного агентства видової і картографічної інформації США була проведена аерозйомка морів Лінкольна і Ванделя.. Також з 1956 року на узбережжі розташовується військова та науково-дослідна станція Норд.

## Клімат
Акваторія моря лежить цілковито в арктичному кліматичному поясі, це одне з найхолодніших морів Світового океану. Цілий рік переважає полярна повітряна маса. Льодовий покрив цілорічний. Низькі температури повітря цілий рік. Атмосферних опадів випадає недостатньо. Холодні зима і літо.

## Біологія
Східна акваторія моря лежить в морському екорегіоні північної Гренладії арктичної зоогеографічної провінції, а західна - в екорегіоні Північ Канадського Арктичного архіпелагу. Зоогеографічно донна фауна континентального шельфу й острівних мілин до глибини 200 м належить до арктичної циркумполярної області арктичної зони.